# 成田正等
成田 正等（なりた しょうとう、応永30年（1423年）？-文明14年4月17日（1482年5月4日）は、室町時代後期の武蔵国の国人領主と考えられている人物。成田顕泰の養父で出家後に法号「正等」と名乗り、号を自耕斎（じこうさい）とされる。受領名は左衛門尉後に下総守。「文明明応年間関東禅林詩文等抄録」掲載の「自耕斎詩軸并序」にのみ見える人物だが、ここには「岩付左衛門丞顕泰父故金吾、法諱正等」とあるだけで成田氏であるとは書かれていない。「成田系図」にも正等という人物の記載はないが、顕泰の父・資員とみなす見解もある。
「自耕斎詩軸并序」における「正等」の特徴として「平生参洞下明識月江老」（普段から曹洞宗の名僧である月江（正文）老に参じて）とあり、月江正文一門と正等との交流があったことが明らかであるが、成田氏と月江一門は没交渉である。
成田氏は関東管領上杉氏の支配下にあったが、享徳の乱において正等は途中から古河公方足利成氏に寝返って、上杉氏と戦った。その際に拠点として築かれたのが忍城とされている。この忍城の築城年代と築城者には諸説あるが、文明11年（1479年）時点での城主が正等か養子・顕泰であるとされ、また正等が忍城を築城したとする説も示されている。
後に長尾景春の乱に加担するが敗北、忍城を上杉軍に攻められるが、文明11年（1479年）太田道灌の仲裁により降伏が許されて景春と対立関係にあった長尾忠景の子・顕泰を養子に迎えた。

## 成田氏系譜の問題点
「成田氏系図」記載の顕泰の父は成田資員とされているが、資員は永享元年（1429年）に32歳で没したとされており、正等と同一人物なのかは定かではない。そもそも成田氏の系譜は顕泰・親泰・長泰3代の事績や没日が先代のものが誤って伝えられているとの指摘がされており、この説に従うと、正等の没年は旧来は顕泰のものと伝えられてきたものになる。